# Doublure (couture)
Pour les articles homonymes, voir doublure.

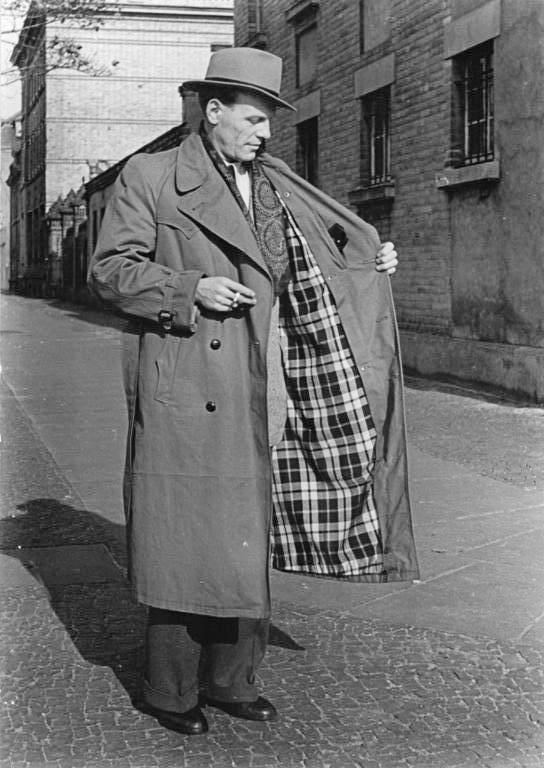
Trench-coat avec sa doublure, en Allemagne (1953).

En couture, la doublure désigne une ou des pièces de tissu ajoutées à l'intérieur d'un vêtement généralement pour en augmenter le confort en se superposant aux coutures.

## Histoire
Jusqu'au XIXe siècle, les doublures des vestes de costume sont généralement en satin de coton, qui a la particularité d'être épais et chaud. Dans les années 1880 apparaissent en France et en Allemagne les premières soies artificielles (viscoses), qu'on appelle commercialement « rayonnes ». En 1918, l'Allemand J. P. Bemberg (en) créé le cupro, une version haut de gamme de la viscose, toujours utilisé de nos jours pour réaliser les doublures des vestes de qualité. Les doublures des vestes de prêt-à-porter, elles, sont faites à base de pétrole ou en polyester, de moins bonne tenue.